# Julián Delgado
Pour les articles homonymes, voir Delgado.
 (septembre 2019).
Si vous disposez d'ouvrages ou d'articles de référence ou si vous connaissez des sites web de qualité traitant du thème abordé ici, merci de compléter l'article en donnant les références utiles à sa vérifiabilité et en les liant à la section « Notes et références ».
Julián Delgado né le 6 juin 1934 et mort le 4 juin 1978 est un journaliste argentin et entrepreneur, fondateur du magazine Mercado et rédacteur en chef du journal El Cronista (es). Il est enlevé le 4 juin 1978 et tué par le processus de réorganisation nationale de la dictature militaire autoproclamée (1976-1983).

## Biographie
Dans les années 1960, Julián Delgado exerce les fonctions de secrétaire de rédaction du magazine Primera Plana (es). À ce titre, il propose de publier à partir du 29 septembre 1964 l'hebdomadaire Mafalda, la bande dessinée argentine de Quino.
Il est le fondateur et propriétaire du magazine Mercado, aux côtés de Raúl Sarmiento, Alberto Borrini et Mario Sekiguchi. Ce groupe achète, en 1977, le journal El Cronista (es), après l'enlèvement de son directeur, Rafael Perrotta (es), en assumant la direction.